# 자베르 알아마드 알자베르 알사바
셰흐 자베르 알아마드 알자베르 알사바 (1926년 1월 29일 ~ 2006년 1월 15일, 아랍어: الشيخ جابر الأحمد الجابر الصباح, 문화어: 자베르 알아흐메드 알자베르 알사바흐)는 알사바 왕조의 국왕이자 쿠웨이트의 3대 에미르 및 쿠웨이트군의 총사령관으로 재위 기간은 1977년 12월 31일부터 뇌출혈로 인해 사망한 2006년 1월 15일까지이다. 대영제국으로부터 독립한 이래로 쿠웨이트를 다스린 3번째 군주로, 자베르는 1962년부터 1965년까지 쿠웨이트의 지배자로 임명되기 전 총리로 지목되었고, 금융 및 경제부의 총리로 일했다.

## 어린 시절과 교육
자베르는 1926년 쿠웨이트시티에서 태어났다. 자베르는 아흐마드 알자베르 알사바의 삼남이었다. 자베르는 알무바라키야 학교에 입학하여 초등 교육을 받았고 알샤리키야 학교에 입학해 종교, 영어, 아랍어, 과학을 공부했다.

## 경력

### 초기 경력
1962년 그는 쿠웨이트의 금융부가 설립되었을 때 금융부 총리로 지목되었다. 이 위치에서 셰흐 자베르는 쿠웨이트 디나르를 쿠웨이트 통화 시장에 투입하여 유통시킬 수 있었다. 총리로써, 그리고 아랍 경제 발전을 위한 쿠웨이트 펀드 위원회의 첫 수장으로써 자베르는 이러한 유통체계를 확립했다. 이러한 펀드 위원회는 개발도상국에 대한 금융 및 기술 지원을 제공한다. 현재 이 위원회는 103개국을 돕고 있다. 국가에서 나는 석유는 교외 생활권 국가에서 현대 국가로 쿠웨이트를 바꾸었다. 이 시기에 위원회는 5개국에 지원을 확장했고 다른 8개국에 융자를 주었다. 위원회로 유입되는 자본은 석유 수출 소득으로부터 온 것으로 쿠웨이트 외부로 다시 송출된다.

### 이란-이라크 전쟁
쿠웨이트 정부는 1980년부터 1988년까지 발생한 이란-이라크 전쟁 당시 자국이 지리적으로 전쟁터의 중간에 끼어있음을 발견했다. 이 전쟁 기간 동안 쿠웨이트는 폭격을 비롯한 수많은 안보 위협을 느껴야만 했다. 1986년에는 자베르 국왕의 자동차 공격 이후, 정유 시설에 대한 공격이 있었으며 이는 쿠웨이트 정유 산업을 마비시킬 정도로 큰 타격을 입혔다.

### 걸프 전쟁
몇몇 자료들은 이라크군의 침공 임무 중에 셰흐 자베르를 포로로 잡거나 사살하는 것이라고 주장한다. 그러나 이러한 계획은 셰흐 자베르와 그의 정부가 사우디아라비아로 망명하면서 불가능하게 되었고, 그들은 다하란의 호텔에서 쿠웨이트 망명정부를 꾸려나가기 시작했다.
쿠웨이트 망명 정부는 여태까지 설립된 망명 정부들 중 가장 효율적으로 운용된 정부 중 하나였다. 사우디아라비아 내의 타리프 리조트에서 셰흐 자베르는 쿠웨이트에 남아있는 사람들과 지속적인 연락을 취할 수 있도록 그의 정부를 수립했다. 망명 정부는 민군 양쪽 모두에게 은밀한 무장 저항을 지시할 수 있었고, 석유 수출 소득으로 축적해놓은 기금을 통해 긴급상황 대처와 같은 공공 복지를 쿠웨이트에 남아있는 국민들에게 제공할 수 있었다.
이러는 와중에도 자베르와 그의 정부는 걸프 전쟁 이전과 그 기간 동안 이라크에 대항하는 군사적 지원을 받기 위해 로비 활동을 계속했다. 1991년 2월 28일 전쟁이 종결되었을 때도 셰흐 자베르는 사우디아라비아에 남아 계엄을 선포하였다. 그리고 이는 작은 입헌 왕국이 너무 많은 권력을 손에 쥐려 한다는 비난을 받기도 했다. 계엄령을 선포함으로써 국가 지도층으로 임명된 사람들은 국민에게 안전을 보장할 수 있었다. 또한 이를 실행에 옮김으로써 정부를 전복시키려고 시도하는 이라크인들도 쿠웨이트에 남아있지 않다는 것도 확실시되었다. 그들은 셰흐 자베르와 그의 정부가 복고되는 날까지 국가를 충분히 안전하게 해놓는 임무도 부여받았다. 그들은 1991년 3월 15일, 이 임무를 완수했다.

## 개인 생애 및 죽음
그의 실질적인 가족은 꽤나 복잡하다. 얼마나 많은 부인이 있었는지는 불분명하다. 그는 40명 이상의 자식들이 있었다. 2001년 9월, 셰흐 자베르는 뇌졸중으로 고통을 받았고 치료를 위해 영국으로 갔다. 2001년 이래로 그를 괴롭혔던 뇌출혈로 그는 5년 후 사망한다. 그의 왕위는 왕세자 사드 압둘라 알살림 알사바에게 물려졌다. 정부는 40일 간의 애도를 표했고, 3일간 모든 활동을 중지시켰다.

## 같이 보기
- 쿠웨이트의 국기